# Aşağı Əskipara
Aşağı Əskipara (ou Asagi Askipara, que significa Əskipara Inferior) é uma aldeia do rayon de Qazax do Azerbaijão.
Fica situada próximo de Yuxarı Əskipara (Əskipara Superior), um exclave do Azerbaijão em território da Arménia. A Arménia controla o enclave desde a Guerra de Nagorno-Karabakh.